# Sabrina Setlur
Sabrina Setlur (ur. 10 stycznia 1974 we Frankfurcie nad Menem) – niemiecka raperka. Jest córką indyjskich imigrantów - kannadyjskiego ojca i keralskiej matki. Zadebiutowała w 1995 roku singlem "Ja klar". Trzy razy (w 1996, 1998 i 2000 roku) otrzymała nagrodę ECHO dla najlepszej niemieckiej artystki.

## Dyskografia

### Albumy
| rok  | tytuł                                    |
| ---- | ---------------------------------------- |
| 1995 | S ist soweit                             |
| 1997 | Die neue S-Klasse                        |
| 1999 | Aus der Sicht und mit den Worten von ... |
| 2003 | Sabs                                     |
| 2005 | 10 Jahre (Best of 1995 to 2004)          |
| 2007 | Rot                                      |

### Single
| rok  | tytuł                                                    | album                                                |
| ---- | -------------------------------------------------------- | ---------------------------------------------------- |
| 1995 | "Hier kommt die Schwester / Pass auf"                    | S ist soweit                                         |
| 1995 | "Ja klar" (feat. Rödelheim Hartreim Projekt)             | S ist soweit                                         |
| 1997 | "Du liebst mich nicht"                                   | Die neue S-Klasse                                    |
| 1997 | "Glaubst du mir?"                                        | Die neue S-Klasse                                    |
| 1997 | "Nur mir"                                                | Die neue S-Klasse                                    |
| 1997 | "Freisein" (Sabrina Setlur introducing Xavier Naidoo)    | Die Neue S-Klasse                                    |
| 1998 | "Licence 2 Kill" (feat. 3p)                              | 3p: Revolution / Evolution (VÖ 2000)                 |
| 1998 | "Folge dem Stern" (feat. Illmatic & Bruda Sven)          | Die neue S-Klasse                                    |
| 1999 | "Bring My Family Back"* (Faithless feat. Sabrina Setlur) | Sunday 8PM / Saturday 3AM (na LP bez Sabriny Setlur) |
| 1999 | "Ich leb' für Dich"                                      | Aus der Sicht und mit den Worten von ...             |
| 1999 | "Hija" (feat. Cora E. & Brixx)                           | Aus der Sicht und mit den Worten von ...             |
| 2000 | "Letzte Bitte"                                           | Aus der Sicht und mit den Worten von ...             |
| 2000 | "Alles" (feat. Xavier Naidoo)                            | Anatomie (OST)                                       |
| 2001 | "Keine ist"                                              | POP 2000 Collection                                  |
| 2003 | "Ich bin so"                                             | Sabs                                                 |
| 2003 | "Liebe" (feat. Glashaus & Franziska)                     | Sabs                                                 |
| 2004 | "Baby"                                                   | Sabs                                                 |
| 2005 | "Mein Herz"                                              | Sabs / 10 Jahre (Best of 1995 to 2004)               |
| 2007 | "Lauta"                                                  | Rot                                                  |
| 2007 | "I Think I Like It"                                      | Rot                                                  |

## Nagrody

### 1995
- VIVA Comet − Hip-Hop Act
- ECHO − Künstlerin National

### 1997
- VIVA Comet − Act National

### 1998
- VIVA Comet − Video National za "Glaubst Du mir"
- ECHO − Künstlerin National
- Silber Otto − Bester Hip-Hop Act

### 2000
- Goldene Kamera
- Regenbogen Award
- ECHO − Künstlerin National
- 1Live Comet

### 2008
- Deutscher Multimedia Award za stronę internetową rot.fm[1]